# Anton Svendsen
Anton Svendsen (Kopenhagen, 23 juni 1846- aldaar, 23 december 1930) was een Deens violist.
Zijn eerste lessen kreeg hij van zijn vader Anton Cerelius Svendsen, die hoboïst was in een militair orkest. Al op achtjarige leeftijd (1855) stond Anton Svendsen op het podium van het Hoftheater. Hij kreeg daarna nog lessen van Fritz Schram en Valdemar Tofte. Hij begon toen ook muziek te componeren. Hij probeerde zich tevens te bekwamen in het bespelen van de harp. Een leerlinge van hem op dat instrument werd Agnes Dahl. In 1868 begon Svendsen aan zijn baan als violist van Det Kongelige Kapel, alwaar hij in 1893 Tofte opvolgde als soloviolist en in 1895 werd hij benoemd tot concertmeester. In 1910 nam hij afscheid van dat orkest en nam vervolgens lessen bij onder meer Joseph Joachim. Hij had in der tussentijd ook kamermuziek leren spelen. Hij verzorgde optredens in Scandinavië en Sint Petersburg. Hij speelde ook een rol in de muziekorganisaties in Denemarken. Al in 1884 was hij de violist van het in Denemarken beroemde Nerudakwartet, genoemd naar cellist Franz Neruda.  In 1904 begon hij zelf les te geven aan het Det Kongelige Danske Musikkonservatorium, waarbij hij 1906 lid van de Raad van Bestuur werd en in 1915 voorzitter. Hij zou die laatste functie tot aan zijn dood bekleden.
Anton Svendsen schreef een transcriptie van de Intochtmars van de Bojaren van Johan Halvorsen.
Carl Nielsen droeg zijn Strijkkwartet nr. 2 aan hem op. Christian Barnekow deed hetzelfde met zijn vioolsonate. Otto Malling droeg zijn Concertfantasie (opus 20) aan Svendsen op. Svendsen had ook enige bemoeienissen met het Vioolconcert van Niels Gade, geschreven voor Svendsens leraar Joachim.
Zijn muzikale talent gaf hij door aan zijn zoon Torben Anton Svendsen, die later cellist en (film)regisseur zou worden. Anton Svendsen is diverse malen geportretteerd, zowel op schilderij als binnen de fotografie. leerlingen van Svendsen zijn onder meer:
- Hakon Schmedes, violist en componist, die zou gaan spelen in het Boston Symphony Orchestra;
- de Zweedse violiste Anna Sofia Lang Wolseley;
- Gunna Breuning-Storm.

- Gemeinsame Normdatei: 1077526024
- International Standard Name Identifier: 0000 0004 5680 5297
- Library of Congress Control Number: no2018070886
- MusicBrainz: 2acf5015-a501-49c9-8afa-03161e4e16b3
- Virtual International Authority File: 42144648161473893064
- WorldCat: E39PBJxd6cDTtMp6y36RwTF9Xd